# ميخائيل بومونت
ميخائيل بومونت (بالإنجليزية: Michael Beaumont)‏ هو سياسي بريطاني (وحمل سابقاً جنسية المملكة المتحدة لبريطانيا العظمى وأيرلندا)، ولد في 8 فبراير 1903، وتوفي في 19 ديسمبر 1958. حزبياً، نشط في حزب المحافظين. في الانتخابات العامة في المملكة المتحدة 1929 ‏، انتخب عضو برلمان المملكة المتحدة الـ35 عن دائرة إيليسبري (30 مايو 1929 – 7 أكتوبر 1931) وفي الانتخابات العامة في المملكة المتحدة 1931 ‏، انتخب عضو برلمان المملكة المتحدة الـ36 عن دائرة إيليسبري (27 أكتوبر 1931 – 25 أكتوبر 1935) وفي الانتخابات العامة في المملكة المتحدة 1935 ‏، انتخب عضو برلمان المملكة المتحدة الـ37 عن دائرة إيليسبري (14 نوفمبر 1935 – 2 مايو 1938).